# Mornay-Berry
Mornay-Berry is een gemeente in het Franse departement Cher (regio Centre-Val de Loire) en telt 187 inwoners (2004). De plaats maakt deel uit van het arrondissement Saint-Amand-Montrond.

## Geografie
De oppervlakte van Mornay-Berry bedraagt 9,0 km², de bevolkingsdichtheid is 20,8 inwoners per km².
De onderstaande kaart toont de ligging van Mornay-Berry met de belangrijkste infrastructuur en aangrenzende gemeenten.

## Demografie
Onderstaande figuur toont het verloop van het inwonertal (bron: INSEE-tellingen).